# Lúcio Márcio Filipo (cônsul em 38 a.C.)
Lúcio Márcio Filipo (em latim: Lucius Marcius Philippus) foi um político da gente Márcia da República Romana nomeado cônsul sufecto em 38 a.C. com Lúcio Cornélio Lêntulo Cruscélio. Um membro do ramo plebeu da gente Márcia, Filipo era o filho de Lúcio Márcio Filipo, o cônsul de 56 a.C.. Era meio-irmão do futuro imperador Augusto (r. 27 a.C.–14 d.C.).

## Biografia

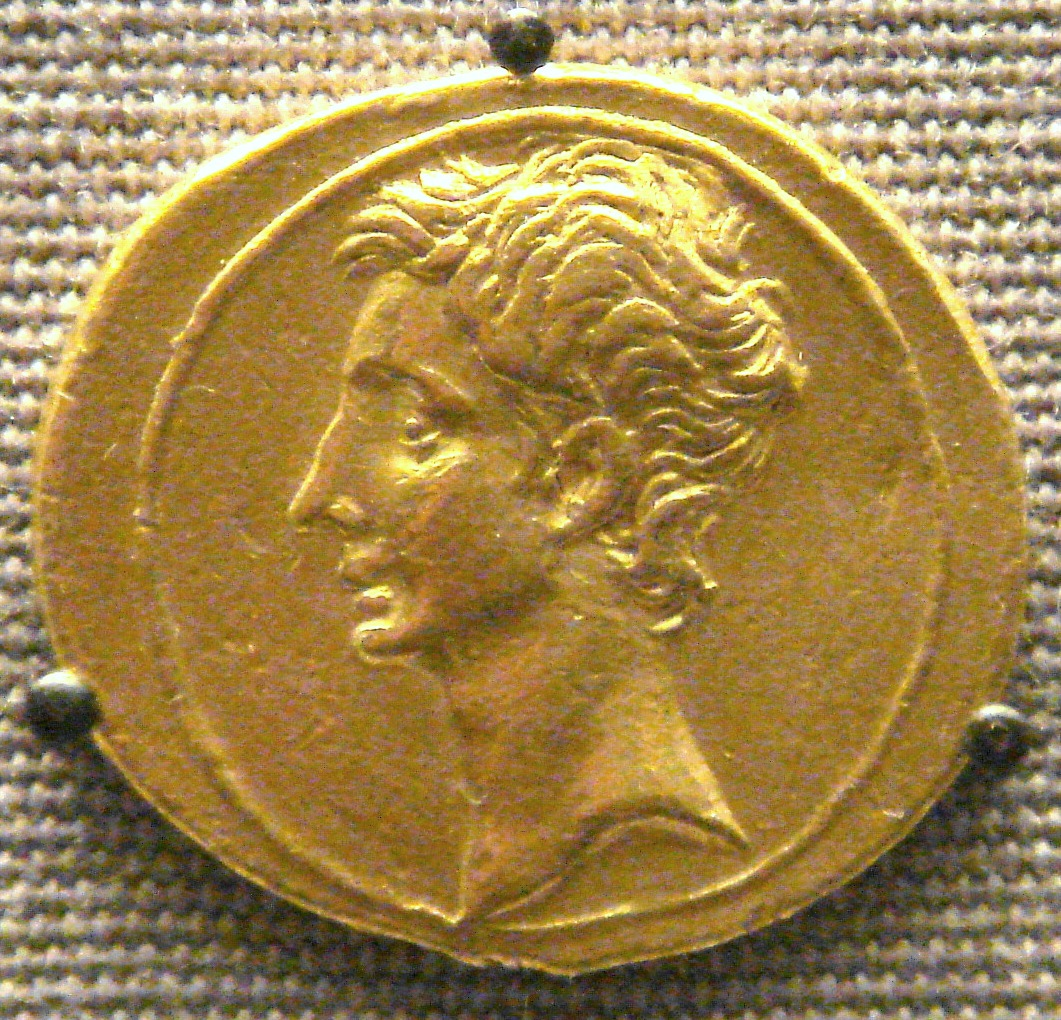
Áureo com a efígie de Otaviano cunhado ca.

Em 50 a.C., possivelmente tornou-se um áugure, um dos sacerdotes da Roma Antiga, e em 49 a.C., foi eleito um tribuno da plebe. Nesta posição vetou a proposta de enviar Fausto Cornélio Sula, genro de Pompeu, como propretor da Mauritânia, para persuadir os reis Boco II e Bogudes a apoiarem Pompeu e abandonarem Júlio César. Em 44 a.C., foi eleito pretor, e, embora a ele tenha sido concedida uma província para administrar após o término de seu mandato, recusou-se a aceitar a validade do loteamento das províncias acordado em reunião do senado de 28 de novembro de 44 a.C..
Com o casamento de seu pai com Ácia Balba Cesônia, tornou-se meio-irmão de Otaviano, o herdeiro de Júlio César. Seu pai usou sua influência para ajudar Filipo a obter o consulado como um dos cônsules sufectos de 38 a.C. juntamente com Lúcio Cornélio Lêntulo. No entanto, durante seu consulado, Filipo não se declarou abertamente a favor de seu meio-irmão na disputa entre Otaviano e Marco Antônio. Em 35 a.C., foi nomeado o governador proconsular de uma das províncias da Hispânia. Após servir lá por dois anos, retornou para Roma, onde foi recompensado com um triunfo, celebrado em 27 de abril de 33 a.C. por suas ações como governador. Com os despojos de suas vitórias, restaurou o Templo de Hércules e as Musas no Circo Flamínio e construiu o Pórtico de Filipo em torno dele.
Filipo casou-se com Ácia, filha de Júlia César, a Jovem, e Marco Ácio Balbo, tia materna de Augusto, mas aparentemente não teve filhos para sucedê-lo. Contudo, ela deu-lhe uma filha, Márcia, que se casou mais tarde com Paulo Fábio Máximo, cônsul em 11 a.C.. O casal, por sua vez, teve um filho e, possivelmente, uma filha: Paulo Fábio Pérsico, cônsul em 34, e Fábia Numantina (esta pode ter sido filha do irmão de Máximo, Africano Fábio Máximo, cônsul em 10 a.C.).